# Welcome Home (Sanitarium)
Welcome Home (Sanitarium) è un brano musicale del gruppo musicale statunitense Metallica, quarta traccia del terzo album in studio Master of Puppets, pubblicato il 3 marzo 1986.

## Descrizione
Ispirata dal film Qualcuno volò sul nido del cuculo (1975), il testo ritrae le sofferenze di un uomo rinchiuso per infermità mentale in un ospedale psichiatrico e la sua voglia di fuga dalla realtà che lo circonda.
La canzone è costituita da un arpeggio di chitarra pulita che crea una atmosfera soffusa in apertura e strofe, e da riff potenti e una batteria tipicamente thrash metal in ritornelli e finale. La demo originale del brano presentava un finale più lungo con vari assoli di basso e di chitarra, usato successivamente nella strumentale Orion.

## Cover
- Apocalyptica (nell'album Plays Metallica by Four Cellos)
- Bullet for My Valentine (come Bonus Track nella riedizione dell'album The Poison)
- Corey Taylor (Slipknot/Stone Sour) Live cover
- John Marshall, Mikkey Dee, Tony Levin, Scott Ian e Whitfield Crane (per l'album tributo Metallic Assault: A Tribute to Metallica)
- Limp Bizkit
- Dream Theater
- Razed in Black
- Thunderstone (dall'album di cover A Tribute to the Four Horsemen)
- Machine Head
- Primus
- Trivium

## Formazione
- James Hetfield – voce, chitarra ritmica
- Kirk Hammett – chitarra solista
- Cliff Burton – basso
- Lars Ulrich – batteria